# Lista do patrimônio histórico no Rio Grande do Norte
A lista do patrimônio histórico no Rio Grande do Norte reúne itens do patrimônio histórico do estado brasileiro do Rio Grande do Norte, que foram tombados em nível estadual pela "Secretaria de Estado da Cultura do Rio Grande do Norte" (SeCult-RN) em conjunto com a Fundação José Augusto e, em nível nacional tombados pelo IPHAN, no contexto de preservação do patrimônio histórico-cultural brasileiro.
| Imagem | Bem                                                                      | Data de fundação | Tipo                                          | Localização                       | Coordenadas                 | Tombamento                                                                                      | Data tombamento | Referência |
| ------ | ------------------------------------------------------------------------ | ---------------- | --------------------------------------------- | --------------------------------- | --------------------------- | ----------------------------------------------------------------------------------------------- | --------------- | ---------- |
|        | Ruínas da Capela de Nossa Senhora das Candeias (Engenho Cunhaú)          |                  | capela                                        | Canguaretama                      | 6° 25′ 01″ S, 35° 09′ 42″ O | Património de Influência Portuguesa (base de dados) bem tombado pelo IPHAN                      |                 |            |
|        | Espaço Cultural Palácio Potengi                                          |                  | palácio património histórico                  | Cidade Alta Natal                 | 5° 47′ 06″ S, 35° 12′ 30″ O | bem tombado pelo IPHAN                                                                          |                 |            |
|        | Palácio Felipe Camarão                                                   |                  | palácio câmara municipal património histórico | Cidade Alta Natal                 | 5° 47′ 04″ S, 35° 12′ 27″ O | bem tombado pelo IPHAN bem tombado pela Prefeitura Municipal de Natal                           |                 |            |
|        | Casa Rua da Conceição, nº 601                                            |                  | edifício                                      | Cidade Alta Natal                 | 5° 47′ 07″ S, 35° 12′ 30″ O | bem tombado pelo IPHAN                                                                          |                 |            |
|        | Teatro Alberto Maranhão                                                  |                  | teatro de ópera teatro património histórico   | Natal                             | 5° 46′ 46″ S, 35° 12′ 17″ O | bem tombado pelo IPHAN bem tombado pela FJA                                                     |                 |            |
|        | Igreja de Nossa Senhora do Rosário dos Pretos (Natal)                    |                  | igreja                                        | Natal                             | 5° 47′ 00″ S, 35° 12′ 31″ O | Património de Influência Portuguesa (base de dados) bem tombado pelo IPHAN bem tombado pela FJA |                 |            |
|        | Ordem dos Advogados do Brasil                                            |                  | património histórico                          | Natal                             | 5° 46′ 59″ S, 35° 12′ 27″ O | bem tombado pelo IPHAN bem tombado pela FJA                                                     |                 |            |
|        | Conjunto Arquitetônico, Urbanístico e Paisagístico do Município de Natal |                  | centro histórico                              | Natal                             | 5° 46′ 23″ S, 35° 12′ 15″ O | bem tombado pelo IPHAN                                                                          |                 |            |
|        | Antiga Rodoviária                                                        |                  | edifício                                      | Natal                             | 5° 46′ 46″ S, 35° 12′ 21″ O | bem tombado pelo IPHAN                                                                          |                 |            |
|        | Centro Náutico Potengy                                                   |                  | edifício                                      | Natal                             | 5° 46′ 31″ S, 35° 12′ 21″ O | bem tombado pelo IPHAN                                                                          |                 |            |
|        | Casa onde nasceu Pedro Velho                                             |                  | edifício                                      | Natal                             | 5° 46′ 40″ S, 35° 12′ 24″ O | bem tombado pelo IPHAN                                                                          |                 |            |
|        | Companhia Brasileira de Trens Urbanos                                    |                  | edifício                                      | Natal                             | 5° 46′ 49″ S, 35° 12′ 22″ O | bem tombado pelo IPHAN                                                                          |                 |            |
|        | Edifício Arpége / Galhardo                                               |                  | edifício                                      | Natal                             | 5° 46′ 39″ S, 35° 12′ 23″ O | bem tombado pelo IPHAN                                                                          |                 |            |
|        | Edifício Paris Natal                                                     |                  | edifício                                      | Natal                             | 5° 46′ 45″ S, 35° 12′ 22″ O | bem tombado pelo IPHAN                                                                          |                 |            |
|        | Imóvel à Praça Augusto Severo, s/nA                                      |                  | edifício                                      | Natal                             | 5° 46′ 45″ S, 35° 12′ 21″ O | bem tombado pelo IPHAN                                                                          |                 |            |
|        | Imóvel à Praça Augusto Severo, s/nB                                      |                  | edifício                                      | Natal                             | 5° 46′ 45″ S, 35° 12′ 21″ O | bem tombado pelo IPHAN                                                                          |                 |            |
|        | Imóvel à Praça Augusto Severo, 79                                        |                  | edifício                                      | Natal                             | 5° 46′ 45″ S, 35° 12′ 22″ O | bem tombado pelo IPHAN                                                                          |                 |            |
|        | Imóvel à Praça Augusto Severo, 81A                                       |                  | edifício                                      | Natal                             | 5° 46′ 45″ S, 35° 12′ 21″ O | bem tombado pelo IPHAN                                                                          |                 |            |
|        | Imóvel à Praça Augusto Severo, 81B                                       |                  | edifício                                      | Natal                             | 5° 46′ 45″ S, 35° 12′ 21″ O | bem tombado pelo IPHAN                                                                          |                 |            |
|        | Imóvel à Praça Augusto Severo, 252                                       |                  | edifício                                      | Natal                             | 5° 46′ 46″ S, 35° 12′ 22″ O | bem tombado pelo IPHAN                                                                          |                 |            |
|        | Imóvel à Praça Augusto Severo, 91                                        |                  | edifício                                      | Natal                             | 5° 46′ 45″ S, 35° 12′ 21″ O | bem tombado pelo IPHAN                                                                          |                 |            |
|        | Imóvel à Praça Augusto Severo, 258                                       |                  | edifício                                      | Natal                             | 5° 46′ 46″ S, 35° 12′ 22″ O | bem tombado pelo IPHAN                                                                          |                 |            |
|        | Imóvel à Praça Augusto Severo, 260                                       |                  | edifício                                      | Natal                             | 5° 46′ 46″ S, 35° 12′ 22″ O | bem tombado pelo IPHAN                                                                          |                 |            |
|        | Imóvel à Praça Augusto Severo, 264                                       |                  | edifício                                      | Natal                             | 5° 46′ 47″ S, 35° 12′ 22″ O | bem tombado pelo IPHAN                                                                          |                 |            |
|        | Imóvel à Praça Augusto Severo, 276                                       |                  | edifício                                      | Natal                             | 5° 46′ 47″ S, 35° 12′ 22″ O | bem tombado pelo IPHAN                                                                          |                 |            |
|        | Imóvel à Praça Augusto Severo, 288                                       |                  | edifício                                      | Natal                             | 5° 46′ 48″ S, 35° 12′ 22″ O | bem tombado pelo IPHAN                                                                          |                 |            |
|        | Imóvel à Rua Chile, s/n                                                  |                  | edifício                                      | Natal                             |                             | bem tombado pelo IPHAN                                                                          |                 |            |
|        | Imóvel à Rua Chile, 1                                                    |                  | edifício                                      | Natal                             | 5° 46′ 29″ S, 35° 12′ 20″ O | bem tombado pelo IPHAN                                                                          |                 |            |
|        | Imóvel à Rua Chile, 7                                                    |                  | edifício                                      | Natal                             | 5° 46′ 30″ S, 35° 12′ 20″ O | bem tombado pelo IPHAN                                                                          |                 |            |
|        | Imóvel à Rua Chile, 11                                                   |                  | edifício                                      | Natal                             | 5° 46′ 30″ S, 35° 12′ 20″ O | bem tombado pelo IPHAN                                                                          |                 |            |
|        | Imóvel à Rua Chile, 19                                                   |                  | edifício                                      | Natal                             | 5° 46′ 30″ S, 35° 12′ 20″ O | bem tombado pelo IPHAN                                                                          |                 |            |
|        | Imóvel à Rua Chile, 15                                                   |                  | edifício                                      | Natal                             | 5° 46′ 30″ S, 35° 12′ 20″ O | bem tombado pelo IPHAN                                                                          |                 |            |
|        | Imóvel à Rua Chile, 21                                                   |                  | edifício                                      | Natal                             | 5° 46′ 31″ S, 35° 12′ 20″ O | bem tombado pelo IPHAN                                                                          |                 |            |
|        | Imóvel à Rua Chile, 29                                                   |                  | edifício                                      | Natal                             | 5° 46′ 31″ S, 35° 12′ 20″ O | bem tombado pelo IPHAN                                                                          |                 |            |
|        | Imóvel à Rua Chile, 33                                                   |                  | edifício                                      | Natal                             | 5° 46′ 31″ S, 35° 12′ 21″ O | bem tombado pelo IPHAN                                                                          |                 |            |
|        | Imóvel à Rua Chile, 111                                                  |                  | edifício                                      | Natal                             | 5° 46′ 36″ S, 35° 12′ 22″ O | bem tombado pelo IPHAN                                                                          |                 |            |
|        | Imóvel à Rua Chile, 172                                                  |                  | edifício                                      | Natal                             | 5° 46′ 40″ S, 35° 12′ 24″ O | bem tombado pelo IPHAN                                                                          |                 |            |
|        | Imóvel à Rua Chile, 184                                                  |                  | edifício                                      | Natal                             | 5° 46′ 40″ S, 35° 12′ 24″ O | bem tombado pelo IPHAN                                                                          |                 |            |
|        | Imóvel à Rua Chile, 181                                                  |                  | edifício                                      | Natal                             | 5° 46′ 40″ S, 35° 12′ 24″ O | bem tombado pelo IPHAN                                                                          |                 |            |
|        | Imóvel à Rua Chile, 188                                                  |                  | edifício                                      | Natal                             | 5° 46′ 41″ S, 35° 12′ 24″ O | bem tombado pelo IPHAN                                                                          |                 |            |
|        | Imóvel à Rua Chile, 203                                                  |                  | edifício                                      | Natal                             | 5° 46′ 44″ S, 35° 12′ 28″ O | bem tombado pelo IPHAN                                                                          |                 |            |
|        | Imóvel à Rua Chile, 207                                                  |                  | edifício                                      | Natal                             | 5° 46′ 43″ S, 35° 12′ 25″ O | bem tombado pelo IPHAN                                                                          |                 |            |
|        | Imóvel à Rua Chile, 209                                                  |                  | edifício                                      | Natal                             | 5° 46′ 42″ S, 35° 12′ 24″ O | bem tombado pelo IPHAN                                                                          |                 |            |
|        | Imóvel à Rua Chile, 213                                                  |                  | edifício                                      | Natal                             | 5° 46′ 42″ S, 35° 12′ 24″ O | bem tombado pelo IPHAN                                                                          |                 |            |
|        | Imóvel à Rua Chile, 217                                                  |                  | edifício                                      | Natal                             | 5° 46′ 43″ S, 35° 12′ 25″ O | bem tombado pelo IPHAN                                                                          |                 |            |
|        | Imóvel à Rua Chile, 221                                                  |                  | edifício                                      | Natal                             | 5° 46′ 43″ S, 35° 12′ 25″ O | bem tombado pelo IPHAN                                                                          |                 |            |
|        | Imóvel à Rua Chile, 225                                                  |                  | edifício                                      | Natal                             | 5° 46′ 43″ S, 35° 12′ 25″ O | bem tombado pelo IPHAN                                                                          |                 |            |
|        | Imóvel à Rua Chile, 227                                                  |                  | edifício                                      | Natal                             | 5° 46′ 43″ S, 35° 12′ 25″ O | bem tombado pelo IPHAN                                                                          |                 |            |
|        | Imóvel à Rua Chile, 233                                                  |                  | edifício                                      | Natal                             | 5° 46′ 43″ S, 35° 12′ 25″ O | bem tombado pelo IPHAN                                                                          |                 |            |
|        | Imóvel à Rua Chile, 232                                                  |                  | edifício                                      | Natal                             | 5° 46′ 44″ S, 35° 12′ 26″ O | bem tombado pelo IPHAN                                                                          |                 |            |
|        | Imóvel à Rua Chile, 241                                                  |                  | edifício                                      | Natal                             | 5° 46′ 44″ S, 35° 12′ 25″ O | bem tombado pelo IPHAN                                                                          |                 |            |
|        | Imóvel à R. Dr. Barata, 209                                              |                  | edifício                                      | Natal                             | 5° 46′ 43″ S, 35° 12′ 22″ O | bem tombado pelo IPHAN                                                                          |                 |            |
|        | Imóvel à R. Dr. Barata, 205                                              |                  | edifício                                      | Natal                             | 5° 46′ 42″ S, 35° 12′ 22″ O | bem tombado pelo IPHAN                                                                          |                 |            |
|        | Imóvel à R. Dr. Barata, 211                                              |                  | edifício                                      | Natal                             | 5° 46′ 43″ S, 35° 12′ 22″ O | bem tombado pelo IPHAN                                                                          |                 |            |
|        | Imóvel à R. Dr. Barata, 213                                              |                  | edifício                                      | Natal                             | 5° 46′ 43″ S, 35° 12′ 22″ O | bem tombado pelo IPHAN                                                                          |                 |            |
|        | Imóvel à R. Dr. Barata, 216                                              |                  | edifício                                      | Natal                             | 5° 46′ 43″ S, 35° 12′ 22″ O | bem tombado pelo IPHAN                                                                          |                 |            |
|        | Imóvel à R. Dr. Barata, 217                                              |                  | edifício                                      | Natal                             | 5° 46′ 43″ S, 35° 12′ 22″ O | bem tombado pelo IPHAN                                                                          |                 |            |
|        | Imóvel à R. Dr. Barata, 220                                              |                  | edifício                                      | Natal                             | 5° 46′ 43″ S, 35° 12′ 22″ O | bem tombado pelo IPHAN                                                                          |                 |            |
|        | Imóvel à R. Dr. Barata, 223A                                             |                  | edifício                                      | Natal                             | 5° 46′ 44″ S, 35° 12′ 22″ O | bem tombado pelo IPHAN                                                                          |                 |            |
|        | Imóvel à R. Dr. Barata, 223B                                             |                  | edifício                                      | Natal                             |                             | bem tombado pelo IPHAN                                                                          |                 |            |
|        | Imóvel à R. Dr. Barata, 224                                              |                  | edifício                                      | Natal                             | 5° 46′ 44″ S, 35° 12′ 22″ O | bem tombado pelo IPHAN                                                                          |                 |            |
|        | Imóvel à R. Dr. Barata, 230                                              |                  | edifício                                      | Natal                             | 5° 46′ 44″ S, 35° 12′ 23″ O | bem tombado pelo IPHAN                                                                          |                 |            |
|        | Imóvel à R. Dr. Barata, 227                                              |                  | edifício                                      | Natal                             | 5° 46′ 44″ S, 35° 12′ 22″ O | bem tombado pelo IPHAN                                                                          |                 |            |
|        | Imóvel à R. Dr. Barata, 232                                              |                  | edifício                                      | Natal                             | 5° 46′ 44″ S, 35° 12′ 22″ O | bem tombado pelo IPHAN                                                                          |                 |            |
|        | Imóvel à R. Dr. Barata, 233A                                             |                  | edifício                                      | Natal                             | 5° 46′ 44″ S, 35° 12′ 22″ O | bem tombado pelo IPHAN                                                                          |                 |            |
|        | Imóvel à R. Dr. Barata, 233B                                             |                  | edifício                                      | Natal                             |                             | bem tombado pelo IPHAN                                                                          |                 |            |
|        | Imóvel à R. Dr. Barata, 235                                              |                  | edifício                                      | Natal                             | 5° 46′ 45″ S, 35° 12′ 22″ O | bem tombado pelo IPHAN                                                                          |                 |            |
|        | Imóvel à R. Frei Miguelinho, 90                                          |                  | edifício                                      | Natal                             | 5° 46′ 35″ S, 35° 12′ 20″ O | bem tombado pelo IPHAN                                                                          |                 |            |
|        | Imóvel à R. Frei Miguelinho, 102                                         |                  | edifício                                      | Natal                             | 5° 46′ 36″ S, 35° 12′ 20″ O | bem tombado pelo IPHAN                                                                          |                 |            |
|        | Imóvel à R. Frei Miguelinho, 90                                          |                  | edifício                                      | Natal                             | 5° 46′ 35″ S, 35° 12′ 20″ O | bem tombado pelo IPHAN                                                                          |                 |            |
|        | Imóvel à R. Frei Miguelinho, 105                                         |                  | edifício                                      | Natal                             | 5° 46′ 36″ S, 35° 12′ 19″ O | bem tombado pelo IPHAN                                                                          |                 |            |
|        | Imóvel à R. Frei Miguelinho, 106                                         |                  | edifício                                      | Natal                             | 5° 46′ 36″ S, 35° 12′ 20″ O | bem tombado pelo IPHAN                                                                          |                 |            |
|        | Imóvel à R. Frei Miguelinho, 108                                         |                  | edifício                                      | Natal                             | 5° 46′ 37″ S, 35° 12′ 20″ O | bem tombado pelo IPHAN                                                                          |                 |            |
|        | Imóvel à R. Frei Miguelinho, 116                                         |                  | edifício                                      | Natal                             | 5° 46′ 37″ S, 35° 12′ 20″ O | bem tombado pelo IPHAN                                                                          |                 |            |
|        | Imóvel à R. Frei Miguelinho, 112                                         |                  | edifício                                      | Natal                             | 5° 46′ 37″ S, 35° 12′ 20″ O | bem tombado pelo IPHAN                                                                          |                 |            |
|        | Imóvel à R. Frei Miguelinho, 120                                         |                  | edifício                                      | Natal                             | 5° 46′ 37″ S, 35° 12′ 20″ O | bem tombado pelo IPHAN                                                                          |                 |            |
|        | Imóvel à R. Frei Miguelinho, 121                                         |                  | edifício                                      | Natal                             | 5° 46′ 38″ S, 35° 12′ 20″ O | bem tombado pelo IPHAN                                                                          |                 |            |
|        | Imóvel à R. Frei Miguelinho, 123                                         |                  | edifício                                      | Natal                             | 5° 46′ 38″ S, 35° 12′ 20″ O | bem tombado pelo IPHAN                                                                          |                 |            |
|        | Imóvel à R. Frei Miguelinho, 126                                         |                  | edifício                                      | Natal                             | 5° 46′ 38″ S, 35° 12′ 20″ O | bem tombado pelo IPHAN                                                                          |                 |            |
|        | Imóvel à R. Frei Miguelinho, 127                                         |                  | edifício                                      | Natal                             | 5° 46′ 38″ S, 35° 12′ 20″ O | bem tombado pelo IPHAN                                                                          |                 |            |
|        | Imóvel à R. Frei Miguelinho, 129                                         |                  | edifício                                      | Natal                             | 5° 46′ 38″ S, 35° 12′ 20″ O | bem tombado pelo IPHAN                                                                          |                 |            |
|        | Imóvel à R. Frei Miguelinho, 130                                         |                  | edifício                                      | Natal                             | 5° 46′ 38″ S, 35° 12′ 20″ O | bem tombado pelo IPHAN                                                                          |                 |            |
|        | Sport Clube de Natal                                                     |                  | edifício                                      | Natal                             | 5° 46′ 32″ S, 35° 12′ 21″ O | bem tombado pelo IPHAN                                                                          |                 |            |
|        | Imóvel à Praça Augusto Severo, 83                                        |                  | edifício                                      | Natal                             | 5° 46′ 45″ S, 35° 12′ 21″ O | bem tombado pelo IPHAN                                                                          |                 |            |
|        | Imóvel à Rua Chile, 39A                                                  |                  | edifício                                      | Natal                             | 5° 46′ 32″ S, 35° 12′ 21″ O | bem tombado pelo IPHAN                                                                          |                 |            |
|        | Imóvel à Rua Chile, 39B                                                  |                  | edifício                                      | Natal                             | 5° 46′ 32″ S, 35° 12′ 21″ O | bem tombado pelo IPHAN                                                                          |                 |            |
|        | Imóvel à Rua Chile, 44                                                   |                  | edifício                                      | Natal                             | 5° 46′ 32″ S, 35° 12′ 21″ O | bem tombado pelo IPHAN                                                                          |                 |            |
|        | Imóvel à Rua Chile, 45                                                   |                  | edifício                                      | Natal                             | 5° 46′ 32″ S, 35° 12′ 21″ O | bem tombado pelo IPHAN                                                                          |                 |            |
|        | Imóvel à Rua Chile, 48                                                   |                  | edifício                                      | Natal                             | 5° 46′ 32″ S, 35° 12′ 21″ O | bem tombado pelo IPHAN                                                                          |                 |            |
|        | Imóvel à Rua Chile, 53                                                   |                  | edifício                                      | Natal                             | 5° 46′ 32″ S, 35° 12′ 21″ O | bem tombado pelo IPHAN                                                                          |                 |            |
|        | Imóvel à Rua Chile, 54                                                   |                  | edifício                                      | Natal                             | 5° 46′ 32″ S, 35° 12′ 21″ O | bem tombado pelo IPHAN                                                                          |                 |            |
|        | Imóvel à Rua Chile, 55A                                                  |                  | edifício                                      | Natal                             | 5° 46′ 33″ S, 35° 12′ 21″ O | bem tombado pelo IPHAN                                                                          |                 |            |
|        | Imóvel à Rua Chile, 55B                                                  |                  | edifício                                      | Natal                             | 5° 46′ 33″ S, 35° 12′ 21″ O | bem tombado pelo IPHAN                                                                          |                 |            |
|        | Imóvel à Rua Chile, 56                                                   |                  | edifício                                      | Natal                             | 5° 46′ 32″ S, 35° 12′ 21″ O | bem tombado pelo IPHAN                                                                          |                 |            |
|        | Imóvel à Rua Chile, 61                                                   |                  | edifício                                      | Natal                             |                             | bem tombado pelo IPHAN                                                                          |                 |            |
|        | Antiga Residência do Poeta Ferreira Itajubá                              |                  | edifício                                      | Natal                             | 5° 46′ 33″ S, 35° 12′ 21″ O | bem tombado pelo IPHAN                                                                          |                 |            |
|        | Imóvel à Rua Chile, 65                                                   |                  | edifício                                      | Natal                             | 5° 46′ 33″ S, 35° 12′ 21″ O | bem tombado pelo IPHAN                                                                          |                 |            |
|        | Imóvel à Rua Chile, 66                                                   |                  | edifício                                      | Natal                             | 5° 46′ 33″ S, 35° 12′ 22″ O | bem tombado pelo IPHAN                                                                          |                 |            |
|        | Imóvel à Rua Chile, 67                                                   |                  | edifício                                      | Natal                             | 5° 46′ 33″ S, 35° 12′ 21″ O | bem tombado pelo IPHAN                                                                          |                 |            |
|        | Imóvel à Rua Chile, 71                                                   |                  | edifício                                      | Natal                             | 5° 46′ 34″ S, 35° 12′ 21″ O | bem tombado pelo IPHAN                                                                          |                 |            |
|        | Imóvel à Rua Chile, 75                                                   |                  | edifício                                      | Natal                             | 5° 46′ 34″ S, 35° 12′ 21″ O | bem tombado pelo IPHAN                                                                          |                 |            |
|        | Imóvel à Rua Chile, 76                                                   |                  | edifício                                      | Natal                             | 5° 46′ 34″ S, 35° 12′ 22″ O | bem tombado pelo IPHAN                                                                          |                 |            |
|        | Imóvel à Rua Chile, 79                                                   |                  | edifício                                      | Natal                             | 5° 46′ 34″ S, 35° 12′ 21″ O | bem tombado pelo IPHAN                                                                          |                 |            |
|        | Imóvel à Rua Chile, 81                                                   |                  | edifício                                      | Natal                             | 5° 46′ 34″ S, 35° 12′ 21″ O | bem tombado pelo IPHAN                                                                          |                 |            |
|        | Imóvel à Rua Chile, 87                                                   |                  | edifício                                      | Natal                             | 5° 46′ 34″ S, 35° 12′ 22″ O | bem tombado pelo IPHAN                                                                          |                 |            |
|        | Imóvel à Rua Chile, 88                                                   |                  | edifício                                      | Natal                             | 5° 46′ 35″ S, 35° 12′ 22″ O | bem tombado pelo IPHAN                                                                          |                 |            |
|        | Imóvel à Rua Chile, 92                                                   |                  | edifício                                      | Natal                             | 5° 46′ 35″ S, 35° 12′ 22″ O | bem tombado pelo IPHAN                                                                          |                 |            |
|        | Imóvel à Rua Chile, 95                                                   |                  | edifício                                      | Natal                             | 5° 46′ 35″ S, 35° 12′ 22″ O | bem tombado pelo IPHAN                                                                          |                 |            |
|        | Imóvel à Rua Chile, 98                                                   |                  | edifício                                      | Natal                             | 5° 46′ 35″ S, 35° 12′ 22″ O | bem tombado pelo IPHAN                                                                          |                 |            |
|        | Imóvel à Rua Chile, 101                                                  |                  | edifício                                      | Natal                             | 5° 46′ 35″ S, 35° 12′ 22″ O | bem tombado pelo IPHAN                                                                          |                 |            |
|        | Imóvel à Rua Chile, 103                                                  |                  | edifício                                      | Natal                             | 5° 46′ 36″ S, 35° 12′ 22″ O | bem tombado pelo IPHAN                                                                          |                 |            |
|        | Antiga Oficina Mecânica                                                  |                  | edifício                                      | Natal                             | 5° 46′ 36″ S, 35° 12′ 22″ O | bem tombado pelo IPHAN                                                                          |                 |            |
|        | Imóvel à Rua Chile, 112                                                  |                  | edifício                                      | Natal                             | 5° 46′ 36″ S, 35° 12′ 22″ O | bem tombado pelo IPHAN                                                                          |                 |            |
|        | Imóvel à Rua Chile, 116                                                  |                  | edifício                                      | Natal                             | 5° 46′ 36″ S, 35° 12′ 22″ O | bem tombado pelo IPHAN                                                                          |                 |            |
|        | Imóvel à Rua Chile, 123                                                  |                  | edifício                                      | Natal                             | 5° 46′ 37″ S, 35° 12′ 22″ O | bem tombado pelo IPHAN                                                                          |                 |            |
|        | Imóvel à Rua Chile, 125                                                  |                  | edifício                                      | Natal                             | 5° 46′ 37″ S, 35° 12′ 22″ O | bem tombado pelo IPHAN                                                                          |                 |            |
|        | Imóvel à Rua Chile, 127                                                  |                  | edifício                                      | Natal                             | 5° 46′ 37″ S, 35° 12′ 22″ O | bem tombado pelo IPHAN                                                                          |                 |            |
|        | Imóvel à Rua Chile, 128                                                  |                  | edifício                                      | Natal                             | 5° 46′ 37″ S, 35° 12′ 23″ O | bem tombado pelo IPHAN                                                                          |                 |            |
|        | Imóvel à Rua Chile, 133                                                  |                  | edifício                                      | Natal                             | 5° 46′ 38″ S, 35° 12′ 23″ O | bem tombado pelo IPHAN                                                                          |                 |            |
|        | Imóvel à Rua Chile, 164                                                  |                  | edifício                                      | Natal                             | 5° 46′ 39″ S, 35° 12′ 24″ O | bem tombado pelo IPHAN                                                                          |                 |            |
|        | Imóvel à Rua Chile, 165                                                  |                  | edifício                                      | Natal                             | 5° 46′ 40″ S, 35° 12′ 23″ O | bem tombado pelo IPHAN                                                                          |                 |            |
|        | Imóvel à Rua Chile, 247                                                  |                  | edifício                                      | Natal                             | 5° 46′ 44″ S, 35° 12′ 25″ O | bem tombado pelo IPHAN                                                                          |                 |            |
|        | Imóvel à Rua Chile, 251                                                  |                  | edifício                                      | Natal                             | 5° 46′ 44″ S, 35° 12′ 25″ O | bem tombado pelo IPHAN                                                                          |                 |            |
|        | Imóvel à Rua Chile, 255                                                  |                  | edifício                                      | Natal                             | 5° 46′ 44″ S, 35° 12′ 25″ O | bem tombado pelo IPHAN                                                                          |                 |            |
|        | Imóvel à Rua Chile, 406                                                  |                  | edifício                                      | Natal                             | 5° 46′ 41″ S, 35° 12′ 24″ O | bem tombado pelo IPHAN                                                                          |                 |            |
|        | Imóvel à Rua Chile, 436                                                  |                  | edifício                                      | Natal                             | 5° 46′ 42″ S, 35° 12′ 25″ O | bem tombado pelo IPHAN                                                                          |                 |            |
|        | Imóvel à Rua Chile, 456                                                  |                  | edifício                                      | Natal                             | 5° 46′ 42″ S, 35° 12′ 25″ O | bem tombado pelo IPHAN                                                                          |                 |            |
|        | Imóvel à R. Dr. Barata, s/n                                              |                  | edifício                                      | Natal                             | 5° 46′ 40″ S, 35° 12′ 21″ O | bem tombado pelo IPHAN                                                                          |                 |            |
|        | Imóvel à R. Dr. Barata, 64                                               |                  | edifício                                      | Natal                             | 5° 46′ 39″ S, 35° 12′ 21″ O | bem tombado pelo IPHAN                                                                          |                 |            |
|        | Imóvel à R. Dr. Barata, 158                                              |                  | edifício                                      | Natal                             | 5° 46′ 40″ S, 35° 12′ 21″ O | bem tombado pelo IPHAN                                                                          |                 |            |
|        | Imóvel à R. Dr. Barata, 159                                              |                  | edifício                                      | Natal                             |                             | bem tombado pelo IPHAN                                                                          |                 |            |
|        | Imóvel à R. Dr. Barata, 161                                              |                  | edifício                                      | Natal                             | 5° 46′ 40″ S, 35° 12′ 21″ O | bem tombado pelo IPHAN                                                                          |                 |            |
|        | Imóvel à R. Dr. Barata, 166A                                             |                  | edifício                                      | Natal                             | 5° 46′ 40″ S, 35° 12′ 22″ O | bem tombado pelo IPHAN                                                                          |                 |            |
|        | Imóvel à R. Dr. Barata, 166B                                             |                  | edifício                                      | Natal                             | 5° 46′ 39″ S, 35° 12′ 21″ O | bem tombado pelo IPHAN                                                                          |                 |            |
|        | Imóvel à R. Dr. Barata, 169                                              |                  | edifício                                      | Natal                             | 5° 46′ 40″ S, 35° 12′ 22″ O | bem tombado pelo IPHAN                                                                          |                 |            |
|        | Imóvel à R. Dr. Barata, 170                                              |                  | edifício                                      | Natal                             | 5° 46′ 40″ S, 35° 12′ 22″ O | bem tombado pelo IPHAN                                                                          |                 |            |
|        | Imóvel à R. Dr. Barata, 172                                              |                  | edifício                                      | Natal                             | 5° 46′ 40″ S, 35° 12′ 22″ O | bem tombado pelo IPHAN                                                                          |                 |            |
|        | Imóvel à R. Dr. Barata, 176                                              |                  | edifício                                      | Natal                             | 5° 46′ 41″ S, 35° 12′ 22″ O | bem tombado pelo IPHAN                                                                          |                 |            |
|        | Imóvel à R. Dr. Barata, 177                                              |                  | edifício                                      | Natal                             | 5° 46′ 41″ S, 35° 12′ 22″ O | bem tombado pelo IPHAN                                                                          |                 |            |
|        | Imóvel à R. Dr. Barata, 180                                              |                  | edifício                                      | Natal                             | 5° 46′ 41″ S, 35° 12′ 22″ O | bem tombado pelo IPHAN                                                                          |                 |            |
|        | Imóvel à R. Dr. Barata, 181                                              |                  | edifício                                      | Natal                             | 5° 46′ 41″ S, 35° 12′ 22″ O | bem tombado pelo IPHAN                                                                          |                 |            |
|        | Imóvel à R. Dr. Barata, 183                                              |                  | edifício                                      | Natal                             | 5° 46′ 41″ S, 35° 12′ 22″ O | bem tombado pelo IPHAN                                                                          |                 |            |
|        | Imóvel à R. Dr. Barata, 186                                              |                  | edifício                                      | Natal                             | 5° 46′ 41″ S, 35° 12′ 22″ O | bem tombado pelo IPHAN                                                                          |                 |            |
|        | Imóvel à R. Dr. Barata, 187                                              |                  | edifício                                      | Natal                             | 5° 46′ 41″ S, 35° 12′ 22″ O | bem tombado pelo IPHAN                                                                          |                 |            |
|        | Imóvel à R. Dr. Barata, 192                                              |                  | edifício                                      | Natal                             | 5° 46′ 42″ S, 35° 12′ 22″ O | bem tombado pelo IPHAN                                                                          |                 |            |
|        | Imóvel à R. Dr. Barata, 194                                              |                  | edifício                                      | Natal                             | 5° 46′ 42″ S, 35° 12′ 22″ O | bem tombado pelo IPHAN                                                                          |                 |            |
|        | Imóvel à R. Dr. Barata, 195                                              |                  | edifício                                      | Natal                             | 5° 46′ 42″ S, 35° 12′ 22″ O | bem tombado pelo IPHAN                                                                          |                 |            |
|        | Imóvel à R. Dr. Barata, 196A                                             |                  | edifício                                      | Natal                             | 5° 46′ 42″ S, 35° 12′ 22″ O | bem tombado pelo IPHAN                                                                          |                 |            |
|        | Imóvel à R. Dr. Barata, 197                                              |                  | edifício                                      | Natal                             | 5° 46′ 42″ S, 35° 12′ 22″ O | bem tombado pelo IPHAN                                                                          |                 |            |
|        | Imóvel à R. Dr. Barata, 199                                              |                  | edifício                                      | Natal                             | 5° 46′ 42″ S, 35° 12′ 22″ O | bem tombado pelo IPHAN                                                                          |                 |            |
|        | Imóvel à R. Dr. Barata, 202                                              |                  | edifício                                      | Natal                             | 5° 46′ 42″ S, 35° 12′ 22″ O | bem tombado pelo IPHAN                                                                          |                 |            |
|        | Imóvel à R. Dr. Barata, 208                                              |                  | edifício                                      | Natal                             | 5° 46′ 43″ S, 35° 12′ 22″ O | bem tombado pelo IPHAN                                                                          |                 |            |
|        | Imóvel à R. Dr. Barata, 238                                              |                  | edifício                                      | Natal                             | 5° 46′ 45″ S, 35° 12′ 22″ O | bem tombado pelo IPHAN                                                                          |                 |            |
|        | Imóvel à R. Frei Miguelinho, 6                                           |                  | edifício                                      | Natal                             | 5° 46′ 30″ S, 35° 12′ 18″ O | bem tombado pelo IPHAN                                                                          |                 |            |
|        | Imóvel à R. Frei Miguelinho, 10                                          |                  | edifício                                      | Natal                             | 5° 46′ 30″ S, 35° 12′ 18″ O | bem tombado pelo IPHAN                                                                          |                 |            |
|        | Imóvel à R. Frei Miguelinho, 14                                          |                  | edifício                                      | Natal                             | 5° 46′ 31″ S, 35° 12′ 18″ O | bem tombado pelo IPHAN                                                                          |                 |            |
|        | Imóvel à R. Frei Miguelinho, 18                                          |                  | edifício                                      | Natal                             | 5° 46′ 31″ S, 35° 12′ 18″ O | bem tombado pelo IPHAN                                                                          |                 |            |
|        | Imóvel à R. Frei Miguelinho, 22                                          |                  | edifício                                      | Natal                             | 5° 46′ 31″ S, 35° 12′ 18″ O | bem tombado pelo IPHAN                                                                          |                 |            |
|        | Imóvel à R. Frei Miguelinho, 23                                          |                  | edifício                                      | Natal                             | 5° 46′ 31″ S, 35° 12′ 18″ O | bem tombado pelo IPHAN                                                                          |                 |            |
|        | Imóvel à R. Frei Miguelinho, 24                                          |                  | edifício                                      | Natal                             | 5° 46′ 31″ S, 35° 12′ 18″ O | bem tombado pelo IPHAN                                                                          |                 |            |
|        | Imóvel à R. Frei Miguelinho, 25                                          |                  | edifício                                      | Natal                             | 5° 46′ 32″ S, 35° 12′ 18″ O | bem tombado pelo IPHAN                                                                          |                 |            |
|        | Imóvel à R. Frei Miguelinho, 29                                          |                  | edifício                                      | Natal                             | 5° 46′ 32″ S, 35° 12′ 18″ O | bem tombado pelo IPHAN                                                                          |                 |            |
|        | Imóvel à R. Frei Miguelinho, 30                                          |                  | edifício                                      | Natal                             | 5° 46′ 32″ S, 35° 12′ 18″ O | bem tombado pelo IPHAN                                                                          |                 |            |
|        | Imóvel à R. Frei Miguelinho, 33                                          |                  | edifício                                      | Natal                             | 5° 46′ 32″ S, 35° 12′ 18″ O | bem tombado pelo IPHAN                                                                          |                 |            |
|        | Imóvel à R. Frei Miguelinho, 34                                          |                  | edifício                                      | Natal                             | 5° 46′ 32″ S, 35° 12′ 18″ O | bem tombado pelo IPHAN                                                                          |                 |            |
|        | Imóvel à R. Frei Miguelinho, 38                                          |                  | edifício                                      | Natal                             | 5° 46′ 32″ S, 35° 12′ 18″ O | bem tombado pelo IPHAN                                                                          |                 |            |
|        | Imóvel à R. Frei Miguelinho, 42                                          |                  | edifício                                      | Natal                             | 5° 46′ 32″ S, 35° 12′ 19″ O | bem tombado pelo IPHAN                                                                          |                 |            |
|        | Imóvel à R. Frei Miguelinho, 47                                          |                  | edifício                                      | Natal                             | 5° 46′ 33″ S, 35° 12′ 18″ O | bem tombado pelo IPHAN                                                                          |                 |            |
|        | Imóvel à R. Frei Miguelinho, 48                                          |                  | edifício                                      | Natal                             | 5° 46′ 33″ S, 35° 12′ 19″ O | bem tombado pelo IPHAN                                                                          |                 |            |
|        | Imóvel à R. Frei Miguelinho, 52                                          |                  | edifício                                      | Natal                             | 5° 46′ 33″ S, 35° 12′ 19″ O | bem tombado pelo IPHAN                                                                          |                 |            |
|        | Imóvel à R. Frei Miguelinho, 53                                          |                  | edifício                                      | Natal                             | 5° 46′ 33″ S, 35° 12′ 18″ O | bem tombado pelo IPHAN                                                                          |                 |            |
|        | Imóvel à R. Frei Miguelinho, 56                                          |                  | edifício                                      | Natal                             | 5° 46′ 33″ S, 35° 12′ 19″ O | bem tombado pelo IPHAN                                                                          |                 |            |
|        | Imóvel à R. Frei Miguelinho, 57A                                         |                  | edifício                                      | Natal                             | 5° 46′ 33″ S, 35° 12′ 18″ O | bem tombado pelo IPHAN                                                                          |                 |            |
|        | Imóvel à R. Frei Miguelinho, 57B                                         |                  | edifício                                      | Natal                             |                             | bem tombado pelo IPHAN                                                                          |                 |            |
|        | Imóvel à R. Frei Miguelinho, 58                                          |                  | edifício                                      | Natal                             | 5° 46′ 33″ S, 35° 12′ 19″ O | bem tombado pelo IPHAN                                                                          |                 |            |
|        | Imóvel à R. Frei Miguelinho, 60                                          |                  | edifício                                      | Natal                             | 5° 46′ 34″ S, 35° 12′ 19″ O | bem tombado pelo IPHAN                                                                          |                 |            |
|        | Imóvel à R. Frei Miguelinho, 68                                          |                  | edifício                                      | Natal                             | 5° 46′ 34″ S, 35° 12′ 19″ O | bem tombado pelo IPHAN                                                                          |                 |            |
|        | Imóvel à R. Frei Miguelinho, 70                                          |                  | edifício                                      | Natal                             | 5° 46′ 34″ S, 35° 12′ 19″ O | bem tombado pelo IPHAN                                                                          |                 |            |
|        | Imóvel à R. Frei Miguelinho, 72                                          |                  | edifício                                      | Natal                             | 5° 46′ 34″ S, 35° 12′ 19″ O | bem tombado pelo IPHAN                                                                          |                 |            |
|        | Imóvel à R. Frei Miguelinho, 76                                          |                  | edifício                                      | Natal                             | 5° 46′ 35″ S, 35° 12′ 19″ O | bem tombado pelo IPHAN                                                                          |                 |            |
|        | Imóvel à R. Frei Miguelinho, 77                                          |                  | edifício                                      | Natal                             | 5° 46′ 35″ S, 35° 12′ 19″ O | bem tombado pelo IPHAN                                                                          |                 |            |
|        | Imóvel à R. Frei Miguelinho, 78                                          |                  | edifício                                      | Natal                             | 5° 46′ 35″ S, 35° 12′ 19″ O | bem tombado pelo IPHAN                                                                          |                 |            |
|        | Imóvel à R. Frei Miguelinho, 79                                          |                  | edifício                                      | Natal                             | 5° 46′ 35″ S, 35° 12′ 19″ O | bem tombado pelo IPHAN                                                                          |                 |            |
|        | Imóvel à R. Frei Miguelinho, 80                                          |                  | edifício                                      | Natal                             | 5° 46′ 35″ S, 35° 12′ 19″ O | bem tombado pelo IPHAN                                                                          |                 |            |
|        | Imóvel à R. Frei Miguelinho, 81                                          |                  | edifício                                      | Natal                             | 5° 46′ 35″ S, 35° 12′ 19″ O | bem tombado pelo IPHAN                                                                          |                 |            |
|        | Imóvel à R. Frei Miguelinho, 83                                          |                  | edifício                                      | Natal                             | 5° 46′ 35″ S, 35° 12′ 19″ O | bem tombado pelo IPHAN                                                                          |                 |            |
|        | Imóvel à R. Frei Miguelinho, 84                                          |                  | edifício                                      | Natal                             | 5° 46′ 35″ S, 35° 12′ 20″ O | bem tombado pelo IPHAN                                                                          |                 |            |
|        | Imóvel à R. Frei Miguelinho, 86                                          |                  | edifício                                      | Natal                             | 5° 46′ 35″ S, 35° 12′ 20″ O | bem tombado pelo IPHAN                                                                          |                 |            |
|        | Imóvel à R. Frei Miguelinho, 87                                          |                  | edifício                                      | Natal                             | 5° 46′ 35″ S, 35° 12′ 19″ O | bem tombado pelo IPHAN                                                                          |                 |            |
|        | Imóvel à R. Frei Miguelinho, 89                                          |                  | edifício                                      | Natal                             | 5° 46′ 35″ S, 35° 12′ 19″ O | bem tombado pelo IPHAN                                                                          |                 |            |
|        | Imóvel à R. Frei Miguelinho, 91                                          |                  | edifício                                      | Natal                             | 5° 46′ 36″ S, 35° 12′ 19″ O | bem tombado pelo IPHAN                                                                          |                 |            |
|        | Imóvel à R. Frei Miguelinho, 98                                          |                  | edifício                                      | Natal                             | 5° 46′ 36″ S, 35° 12′ 20″ O | bem tombado pelo IPHAN                                                                          |                 |            |
|        | Imóvel à R. Frei Miguelinho, 99A                                         |                  | edifício                                      | Natal                             | 5° 46′ 36″ S, 35° 12′ 19″ O | bem tombado pelo IPHAN                                                                          |                 |            |
|        | Imóvel à R. Frei Miguelinho, 99B                                         |                  | edifício                                      | Natal                             |                             | bem tombado pelo IPHAN                                                                          |                 |            |
|        | Imóvel à R. Frei Miguelinho, 100                                         |                  | edifício                                      | Natal                             | 5° 46′ 36″ S, 35° 12′ 20″ O | bem tombado pelo IPHAN                                                                          |                 |            |
|        | Imóvel à R. Frei Miguelinho, 109                                         |                  | edifício                                      | Natal                             | 5° 46′ 37″ S, 35° 12′ 19″ O | bem tombado pelo IPHAN                                                                          |                 |            |
|        | Administração da Estrada de Ferro Central do RN                          |                  | edifício                                      | Natal                             | 5° 46′ 33″ S, 35° 12′ 06″ O | bem tombado pelo IPHAN                                                                          |                 |            |
|        | Armazém da Carpintaria da Antiga Estação Ferroviária                     |                  | edifício                                      | Natal                             | 5° 46′ 27″ S, 35° 12′ 10″ O | bem tombado pelo IPHAN                                                                          |                 |            |
|        | Oficina Metálica da Antiga Estação Ferroviária                           |                  | edifício                                      | Natal                             |                             | bem tombado pelo IPHAN                                                                          |                 |            |
|        | Rotunda da Antiga Estação Ferroviária                                    |                  | edifício                                      | Natal                             |                             | bem tombado pelo IPHAN                                                                          |                 |            |
|        | Centro Histórico de Natal                                                |                  | centro histórico património histórico         | Região Administrativa Leste Natal | 5° 47′ 07″ S, 35° 12′ 31″ O | cultural heritage ensemble bem tombado pelo IPHAN                                               |                 |            |
|        | Fortaleza dos Reis Magos                                                 |                  | forte património cultural museu               | Santos Reis Natal                 | 5° 45′ 23″ S, 35° 11′ 41″ O | bem tombado pelo IPHAN Património de Influência Portuguesa (base de dados)                      |                 |            |
|        | Igreja de São Gonçalo                                                    |                  | igreja                                        | São Gonçalo do Amarante           | 5° 47′ 37″ S, 35° 19′ 43″ O | bem tombado pelo IPHAN Património de Influência Portuguesa (base de dados)                      |                 |            |
|        | Casa de Câmara e Cadeia de Vila Flor                                     |                  | edifício                                      | Vila Flor                         | 6° 18′ 56″ S, 35° 04′ 32″ O | Património de Influência Portuguesa (base de dados) bem tombado pelo IPHAN                      |                 |            |

∑ 204 items.